# 不為誰而作的歌
《不為誰而作的歌》（英語：Twilight）是新加坡歌手林俊杰第12张录音室专辑《和自己对话》的首波主打歌，由林俊杰作曲，林秋离作词，于2015年12月3日發行。该歌曲采用“人头录音”技术，在新加坡滨海艺术中心与近40人的弦乐编制同步录制，使聽眾透过耳机感受仿佛置身音乐厅。
該歌曲入圍第27屆金曲獎最佳年度歌曲奖，林俊傑也憑藉該曲入圍最佳作曲人奖，並最終奪下最佳作曲人奖。除了受到金曲奖青睐，該歌曲还在華人地區收获10余項大獎，更在美國受到肯定，獲得第3届Pensado Awards最佳外语歌曲奖。该歌曲连续四周位居位居中国公告牌Top 10音乐单曲榜第一名还先后斩获2016Hit Fm年度百首單曲票选冠军及2016KKBOX华语年度单曲榜冠军。2017年4月23日，该歌曲MV在YouTube观看次数突破一亿，成为第5首破亿的华语歌曲。該歌曲在中國大陸以數字專輯形式發售，截止2024年10月10日，共售出232,6885張，銷售額為人民幣4,653,770元，为2015年度销量最高的单曲。

## 音樂錄影帶
2015年12月4日，《不為誰而作的歌》MV首播，由陳映蓉導演執導，以纪录片形式呈现我們生活中每天都有可能看見的事，發生在你我周遭平凡真實卻最可貴的人事物，還邀請黃子佼客串演出，設計和林俊傑互動的方式，帶出林俊傑內心深處的真情流露。

## 現場演出
2015年12月27日，《QQ音乐“最好的时光”跨年演唱会》在深圳举办，林俊杰压轴登场演唱《不为谁而作的歌》等歌曲，是该曲的首秀表演。
2016年4月8日，在湖南卫视音乐真人秀节目《我是歌手第四季》总决赛中，林俊杰作为帮唱嘉宾与徐佳莹演唱该曲，并成功助力其晋级第二轮比赛。
2023年7月1日，林俊杰在《第34届金曲奖颁奖典礼》致敬获颁最佳贡献奖的已故恩师林秋离，演唱了其创作的《不为谁而作的歌》等经典金曲。
2024年2月16日，Ed Sheeran在新加坡国家体育场举办「+–=÷×巡回演唱会」，特别邀请林俊杰担任嘉宾演唱了《不为谁而作的歌》，而Ed Sheeran在旁伴奏并以中文唱出副歌，标准的中文发音让现场气氛瞬间沸腾，更缔造了中西音乐交流的一次绝美融合。

## 奖项
| 年份 | 單位                           | 獎項                 | 入圍者／作品               | 結果 | 來源   |
| ---- | ------------------------------ | -------------------- | -------------------------- | ---- | ------ |
| 2016 | 第27屆金曲獎                   | 最佳年度歌曲奖       | 《不为谁而作的歌》         | 提名 | [ 3 ]  |
| 2016 | 第27屆金曲獎                   | 最佳作曲人奖         | 林俊杰／《不为谁而作的歌》 | 獲獎 | [ 3 ]  |
| 2016 | 第3届 Pensado Awards           | 最佳外语歌曲奖       | 《不为谁而作的歌》         | 獲獎 | [ 4 ]  |
| 2016 | 第16届全球华语歌曲排行榜       | 年度二十大金曲       | 《不为谁而作的歌》         | 獲獎 |        |
| 2016 | 第14届MusicRadio中国TOP排行榜  | 港台年度金曲         | 《不为谁而作的歌》         | 獲獎 |        |
| 2016 | 第6届全球流行音乐金榜          | 年度20大金曲         | 《不为谁而作的歌》         | 獲獎 |        |
| 2016 | 第1届薰衣草音乐奖              | 年度歌曲奖           | 《不为谁而作的歌》         | 獲獎 | [ 14 ] |
| 2016 | 第1届薰衣草音乐奖              | 最佳男歌手奖         | 林俊杰／《不为谁而作的歌》 | 獲獎 | [ 14 ] |
| 2017 | 第14届Hito流行音乐奖           | 年度百首单曲冠军     | 《不为谁而作的歌》         | 獲獎 | [ 15 ] |
| 2017 | 第14届Hito流行音乐奖           | 年度十大華語歌曲     | 《不为谁而作的歌》         | 獲獎 | [ 15 ] |
| 2017 | 第1届MTV全球華語音樂盛典       | 最佳十大金曲         | 《不为谁而作的歌》         | 獲獎 |        |
| 2017 | 第17届南方音乐盛典             | 最佳作曲人           | 林俊杰／《不为谁而作的歌》 | 獲獎 |        |
| 2019 | 第24届新加坡词曲版权协会颁奖礼 | 年度本地中文流行歌曲 | 《不为谁而作的歌》         | 獲獎 | [ 16 ] |

## 榜单成绩

### 年榜
| 榜單 (2016)                            | 最高排名 |
| -------------------------------------- | -------- |
| 台湾（Hit Fm 年度百首單曲）            | 1        |
| 台湾（KKBOX 华语年度单曲榜）           | 1        |
| 新加坡（醉心龙虎榜 年度顶尖100）       | 5        |
| 中国大陆（中国公告牌Top 10音乐单曲榜） | 2        |
| 榜單 (2017-2019)                       | 最高排名 |
| 新加坡（UFM 100.3 “U选1000”）          | 2        |

## 翻唱
2016年11月6日，江苏卫视音乐真人秀节目《蒙面唱将猜猜猜》第8期播出，刘美麟和陈冰在节目上翻唱了该曲。
2017年2月25日，圭賢在其个人巡回演唱会《Reminiscence of a novelist》台北站翻唱了该曲。
2018年1月5日，浙江卫视音乐真人秀节目《梦想的声音第二季》第10期播出，林志炫在节目上翻唱了该曲。
2020年3月27日，林俊杰生日當天舉辦《327 LOVE WISHES 直播見面會》，為了向林俊傑慶生，五月天阿信特別和怪兽進錄音室，以吉他彈奏、演唱该曲，演出影片于活动现场播放。同年4月12日，影片被上传至相信音乐YouTube频道。
2022年2月2日，黄霄雲在《我和春天有个约会》SMG主持人歌会上翻唱了该曲。
2023年4月20日，湖南卫视音乐真人秀节目《声生不息·宝岛季》第6期播出，艾薇和马嘉祺在节目上翻唱了该曲。
2023年10月20日，李泳知在其个人巡回演唱会《THE MAIN CHARACTER》新加坡站翻唱了该曲。
2024年5月17日，杨丞琳在湖南卫视《歌手2024》翻唱了该曲。
2024年9月14日，泰国男歌手罗杰夫在高雄举办《Space Shuttle No.8》演唱会 ，于现场翻唱了该曲。